# Academia Goianiense de Letras
A Academia Goianiense de Letras (com sigla AGnL) é a instituição literária e linguística da cidade brasileira de Goiânia, capital do Estado de Goiás. Foi fundada em 30 de janeiro de 2005 sob a presidência de Emídio Brasileiro, e conta, seguindo o modelo das demais academias literárias, com 40 membros efetivos. Tem por objetivos maiores a preservação da memória e escrito de seus Patronos e Imortais, a divulgação e preservação da cultura e letras da cidade de Goiânia e do Estado de Goiás.

## Histórico
Goiânia teve, antes da criação efetiva da AGnL, uma entidade inicialmente proposta com tal nome em meados da década de 70. Idealizada por alguns estudantes moradores, à época, na capital goiana, a agremiação não chegou a ser registrada e a iniciativa, da qual tomou parte Mário Martins, não prosperou. A posse inicial dos seus Membros Fundadores ocorreu em solenidade na Câmara Municipal de Goiânia, no dia 6 de novembro de 2006.

## Membros efetivos
Suas 40 Cadeiras possuem os seguintes Patronos e fundadores:
| Cadeira | Patrono                                               | Patrono                                               | Fundador                                  |
| 1       | Bernardo Elis (Bernardo Elis Fleury de Campos Curado) | Bernardo Elis (Bernardo Elis Fleury de Campos Curado) | Emídio Silva Falcão Brasileiro            |
| 2       | Carmo Bernardes (Carmo Bernardes da Costa)            | Carmo Bernardes (Carmo Bernardes da Costa)            | José Donizete Fraga                       |
| 3       | Cora Coralina (Ana Lins G. P. Bretas)                 | Cora Coralina (Ana Lins G. P. Bretas)                 | Marislei de Sousa Espíndula Brasileiro    |
| 4       | Yêda Schmaltz (Lêda Oscarlina Schmaltz)               | Yêda Schmaltz (Lêda Oscarlina Schmaltz)               | Adalberto de Queiroz                      |
| 5       | Leodegária de Jesus                                   | Leodegária de Jesus                                   | Rosy Cardoso                              |
| 6       | A. G. Ramos Jubé (Antônio Geraldo Ramos Jubé)         | A. G. Ramos Jubé (Antônio Geraldo Ramos Jubé)         | Laudelina Inácio da Silva                 |
| 7       | José J. Veiga (José Jacinto Pereira da Veiga)         | José J. Veiga (José Jacinto Pereira da Veiga)         | Jô Sampaio (Josefa Martins Lopes Sampaio) |
| 8       | Belkis Spenciéri Carneiro de Mendonça                 | Belkis Spenciéri Carneiro de Mendonça                 | Kléber Oliveira Veloso                    |
| 9       | Modesto Gomes (Modesto Gomes da Silva)                | Modesto Gomes (Modesto Gomes da Silva)                | José Carlos de Oliveira                   |
| 10      | José Godoy Garcia                                     | José Godoy Garcia                                     | Valterli Leite Guedes                     |
| 11      | Altamiro de Moura Pacheco                             | Altamiro de Moura Pacheco                             | Iuri Rincon Godinho                       |
| 12      | José Mendonça Teles                                   | José Mendonça Teles                                   | Nelci Silvério de Oliveira                |
| 13      | José Normanha de Oliveira                             | José Normanha de Oliveira                             | Hélio Moreira                             |
| 14      | Colemar Natal e Silva                                 | Colemar Natal e Silva                                 | Licinio Leal Barbosa                      |
| 15      | Antônio Americano do Brasil                           | Antônio Americano do Brasil                           | Nelson Lopes Figueiredo                   |
| 16      | Hugo de Carvalho Ramos                                | Hugo de Carvalho Ramos                                | Ulisses Alves da Silva                    |
| 17      | Nelly Alves de Almeida                                | Nelly Alves de Almeida                                | Ismar Estulano Garcia                     |
| 18      | Rosarita Fleury (Maria do Rosário Fleury)             | Rosarita Fleury (Maria do Rosário Fleury)             | Sandra Maria Fontoura de Queiroz Pina     |
| 19      | Afonso Félix de Souza                                 | Afonso Félix de Souza                                 | Luiz Claúdio Veiga Braga                  |
| 20      | 20                                                    | Léo Lynce (Cyleneo Marques de Araújo Valle)           | Mauri Fernandes de Castro                 |
| 21      | 21                                                    | Francisco Ferreira dos Santos Azevedo                 | Luiz Otávio Soares                        |
| 22      | 22                                                    | Augusto Rios                                          | Maria Avelina de Carvalho                 |
| 23      | 23                                                    | José Fernandes                                        | Waldomiro Bariani Ortêncio                |
| 24      | 24                                                    | José Vieira Couto de Magalhães                        | Alziro Zarur Manoel Rodrigues             |
| 25      | 25                                                    | Isócrates de Oliveira                                 | Geraldo Coelho Vaz                        |
| 26      | 26                                                    | Eli Brasilense Ribeiro                                | Maria Luisa Ribeiro                       |
| 27      | 27                                                    | Oscar Sabino Júnior                                   | Giovani Ribeiro Alves                     |
| 28      | 28                                                    | Henrique José da Silva                                | Elizabeth Abreu Caldeira de Brito         |
| 29      | 29                                                    | Átilo Correia Lima                                    | Osmar Pires Martins Júnior                |
| 30      | 30                                                    | Anatole Ramos                                         | Mauro Pereira de Souza                    |
| 31      | 31                                                    | Jaime Câmara                                          | Luiz Augusto Sampaio Paranhos             |
| 32      | 32                                                    | Benedito Odilon Rocha                                 | Hélio Rocha                               |
| 33      | 33                                                    | Jarbas Jayme                                          | Nilson Gomes Jayme                        |
| 34      | 34                                                    | Ático Villas Boas                                     | Leandro Rodrigues Almeida                 |
| 35      | 35                                                    | Jerônimo Geraldo de Queiroz                           | Sônia Elizabeth Nascimento Costa          |
| 36      | 36                                                    | Luiz Palacin Gomez                                    | Abílio Wolney Aires                       |
| 37      | 37                                                    | Raimundo José da Cunha Matos                          | Neusa Maria Barbeiro Alvez                |
| 38      | 38                                                    | Marietta Telles Machado                               | Wolmir Therezio Amado                     |
| 39      | 39                                                    | Venerando de Freitas Borges                           | Aidenor Aires Pereira                     |
| 40      | 40                                                    | Paulo Bertram Wirth Chaibub                           | Maria das Graças Fleury Curado            |